# マクラーレン・MP4-21
マクラーレンMP4-21 (McLaren MP4-21) はマクラーレンが2006年のF1世界選手権に投入したフォーミュラ1カー。テクニカル・ディレクターはエイドリアン・ニューウェイ、デザイナーはマイク・コフラン。ニューウェイがマクラーレン在籍時に手掛けた最後のマシンである。

## 開発
レギュレーション変更により、メルセデスエンジンは2.4リッターV8となった。V10から2気筒減ったぶん、パワーダウンしたエンジンを最大限活用するためにリアエンドを変更したほか、エンジンがコンパクトになったことで、ラジエターが小型化できるため、サイドポッドの開口部が小さくなっている。
フロントノーズがMP4-20の太めのタイプから、MP4-19,19Bで採用されていた細く先端が下がったタイプのものにされた。マシン自体はダウンフォース量が多かったが、同時にドラッグも大きく、V10エンジン時代の空力思想を引きずってしまった格好となった。
カラーリングは黒を基調にしたものから、クロームシルバー調に刷新された。また、2005年でメインスポンサーのウエストが撤退したため、その広告スペースにはジョニー・ウォーカーとエミレーツ航空が収まった。

## 2006年シーズン
2006年シーズンはキミ・ライコネンとファン・パブロ・モントーヤでスタートした。開幕戦から表彰台フィニッシュをゲットするも、優勝するほどの速さは見られず、2005年から一転してタイトル争いに加われなかった。空力的に攻めたせいか、マシントラブルに見舞われることもしばしばで、モナコGPでは、セーフティーカー先導中のラップにライコネンがエンジン周りの発火でリタイヤしてしまった。
アメリカGPの後に、モントーヤは2006年シーズン限りでF1を去り、NASCARに出場することを発表した。マクラーレンはアメリカGP終了後にモントーヤを放出し、残っているレースにペドロ・デ・ラ・ロサを起用した。
シーズンを通してコンスタントにポイントは獲得したものの優勝にはあと一歩届かなく、1996年以来の未勝利に終わった。

## スペック
- ホイール Enkei

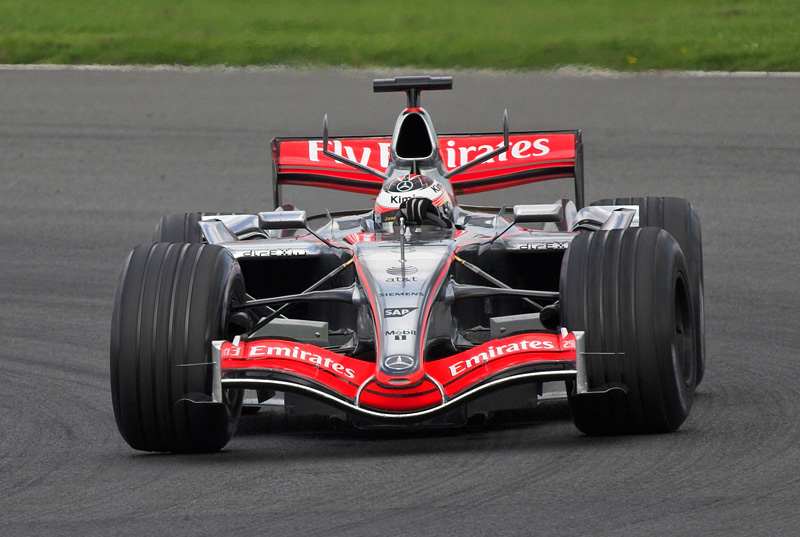
シーズン中のテストで走行しているMP4-21(ドライバーはキミ・ライコネン)

- エンジン Mercedes-Benz FO108S
- 気筒数・角度 V型8気筒・90度
- 排気量 2,400cc
- 燃料・潤滑油 モービル

## 成績
| 年   | No. | ドライバー   | 1   | 2   | 3   | 4   | 5   | 6   | 7   | 8   | 9   | 10  | 11  | 12  | 13  | 14  | 15  | 16  | 17  | 18  | ポイント | ランキング |
| 年   | No. | ドライバー   | BHR | MAL | AUS | SMR | EUR | ESP | MON | GBR | CAN | USA | FRA | GER | HUN | TUR | ITA | CHN | JPN | BRA | ポイント | ランキング |
| ---- | --- | ------------ | --- | --- | --- | --- | --- | --- | --- | --- | --- | --- | --- | --- | --- | --- | --- | --- | --- | --- | -------- | ---------- |
| 2006 | 3   | ライコネン   | 3   | Ret | 2   | 5   | 4   | 5   | Ret | 3   | 3   | Ret | 5   | 3   | Ret | Ret | 2   | Ret | 5   | 5   | 110      | 3位        |
| 2006 | 4   | モントーヤ   | 5   | 4   | Ret | 3   | Ret | Ret | 2   | 6   | Ret | Ret |     |     |     |     |     |     |     |     | 110      | 3位        |
| 2006 | 4   | デ・ラ・ロサ |     |     |     |     |     |     |     |     |     |     | 7   | Ret | 2   | 5   | Ret | 5   | 11  | 8   | 110      | 3位        |

- 太字はポールポジション、斜字はファステストラップ